# Pyramid Valley
Koordinaten: 42° 58′ 0″ S, 172° 37′ 36″ O
Pyramid Valley ist ein aus einer Kalksteinformation bestehendes Tal in der Nähe von Waikari in der Region North Canterbury auf der neuseeländischen Südinsel. Es liegt 80 Kilometer nordwestlich von Christchurch. In der Talsohle befindet sich ein Sumpf, der 1939 als Neuseelands größte Lagerstätte für Moafossilien bekannt wurde. 1938 entdeckten die Eigentümer des Sumpfes, die Gebrüder Joseph und Rob Hodgen, während der Bestattung eines Pferdes, drei große Knochen der Moa-Art Dinornis giganteus. Sie öffneten den Sumpf für Ausgrabungen und ab den 1940er-Jahren begannen zahlreiche Paläontologen, darunter Robert Alexander Falla, Roger Duff, Robert Cushman Murphy, Jim Eyles und Ron Scarlett mit ihrer Forschungsarbeit. Die fossilen Überreste von mehreren ausgestorbenen Vogelarten, darunter 183 komplette Moa-Skelette wurden zur Tage gefördert. Auch zehntausende Knochenfragmente von 46 Arten neuzeitlicher Vögel wurden entdeckt. Der Sumpf bildete sich ungefähr 18.000 vor Chr. und trocknete vor circa 2.000 Jahren aus. Er war durch eine üppige Vegetation charakterisiert und bot einen Lebensraum für fünf verschiedene Moaarten.
Heute befinden sich im Pyramid Valley Weinberge, auf denen Riesling angebaut wird.